# Cúp VTV9 – Bình Điền 2017
Giải bóng chuyền nữ quốc tế cúp VTV9 – Bình Điền 2017  là giải đấu lần thứ 11 với sự phối hợp tổ chức của Liên đoàn bóng chuyền Việt Nam, Đài truyền hình Việt Nam và Công ty cổ phần Phân bón Bình Điền. Giải đấu được tổ chức ở Tây Ninh, Việt Nam.

## Các đội tham dự
8 đội tham dự giải đấu bao gồm:
- VTV Bình Điền Long An (chủ giải)
- Thông tin LVPB
- Ngân hàng Công Thương
- Phúc Kiến
- Vân Nam
- Altay
- April 25 SC
- Bangkok Glass

## Vòng bảng
- Tất cả các trận đấu diễn ra theo Giờ ở Việt Nam (UTC+07:00).

|  | Đội thi đấu bán kết            |
|  | Đội thi đấu vòng phân hạng 5-8 |

### Bảng A
|      |                       | Trận đấu | Trận đấu | Điểm | Set | Set | Set   | Điểm | Điểm | Điểm  |
| Hạng | Đội                   | T        | B        | Điểm | T   | B   | Tỉ lệ | T    | B    | Tỉ lệ |
| ---- | --------------------- | -------- | -------- | ---- | --- | --- | ----- | ---- | ---- | ----- |
| 1    | Vân Nam               | 3        | 0        | 8    | 9   | 4   | 2.250 | 305  | 272  | 1.121 |
| 2    | VTV Bình Điền Long An | 2        | 1        | 6    | 7   | 4   | 1.750 | 254  | 217  | 1.171 |
| 3    | Thông tin LVPB        | 1        | 2        | 4    | 6   | 6   | 1.000 | 265  | 265  | 1.000 |
| 4    | Altay                 | 0        | 3        | 0    | 1   | 9   | 0.111 | 184  | 240  | 0.767 |

| Ngày       | Thời gian |                       | Điểm |                | Set 1 | Set 2 | Set 3 | Set 4 | Set 5 | Tổng    | Nguồn |
| ---------- | --------- | --------------------- | ---- | -------------- | ----- | ----- | ----- | ----- | ----- | ------- | ----- |
| 22 tháng 4 | 16:30     | Thông tin LVPB        | 2–3  | Vân Nam        | 26–28 | 25–23 | 24–26 | 30–28 | 10–15 | 115–120 |       |
| 22 tháng 4 | 20:00     | VTV Bình Điền Long An | 3–0  | Altay          | 25–19 | 25–19 | 25–16 |       |       | 75–54   |       |
| 24 tháng 4 | 16:30     | Altay                 | 0–3  | Thông tin LVPB | 19–25 | 11–25 | 18–25 |       |       | 48–75   |       |
| 24 tháng 4 | 19:00     | VTV Bình Điền Long An | 1–3  | Vân Nam        | 19–25 | 15–25 | 25–13 | 23–25 |       | 82–88   |       |
| 26 tháng 4 | 16:30     | Vân Nam               | 3–1  | Altay          | 22–25 | 25–20 | 25–12 | 25–18 |       | 97–75   |       |
| 26 tháng 4 | 19:00     | VTV Bình Điền Long An | 3–1  | Thông tin LVPB | 25–16 | 22–25 | 25–20 | 25–14 |       | 97–75   |       |

### Bảng B
|      |                       | Trận đấu | Trận đấu | Điểm | Set | Set | Set   | Điểm | Điểm | Điểm  |
| Hạng | Đội                   | T        | B        | Điểm | T   | B   | Tỉ lệ | T    | B    | Tỉ lệ |
| ---- | --------------------- | -------- | -------- | ---- | --- | --- | ----- | ---- | ---- | ----- |
| 1    | April 25 SC           | 2        | 1        | 7    | 8   | 4   | 2.000 | 285  | 223  | 1.278 |
| 2    | Bangkok Glass         | 2        | 1        | 6    | 7   | 5   | 1.400 | 229  | 236  | 0.970 |
| 3    | Phúc Kiến             | 2        | 1        | 4    | 7   | 7   | 1.000 | 281  | 264  | 1.064 |
| 4    | Ngân hàng Công Thương | 0        | 3        | 1    | 3   | 9   | 0.333 | 176  | 248  | 0.710 |

| Ngày       | Thời gian |                       | Điểm |               | Set 1 | Set 2 | Set 3 | Set 4 | Set 5 | Tổng   | Nguồn |
| ---------- | --------- | --------------------- | ---- | ------------- | ----- | ----- | ----- | ----- | ----- | ------ | ----- |
| 23 tháng 4 | 16:30     | Phúc Kiến             | 3–2  | April 25 SC   | 20–25 | 20–25 | 25–16 | 25–19 | 15–7  | 105–92 |       |
| 23 tháng 4 | 19:00     | Ngân hàng Công Thương | 1–3  | Bangkok Glass | 24–26 | 25–19 | 20–25 | 22–25 |       | 91–95  |       |
| 25 tháng 4 | 16:30     | Bangkok Glass         | 3–1  | Phúc Kiến     | 25–18 | 25–22 | 10–25 | 25–18 |       | 85–83  |       |
| 25 tháng 4 | 19:00     | Ngân hàng Công Thương | 0–3  | April 25 SC   | 28–30 | 17–25 | 17–25 |       |       | 62–80  |       |
| 27 tháng 4 | 16:30     | April 25 SC           | 3–1  | Bangkok Glass | 25–15 | 25–19 | 22–25 | 25–20 |       | 97–79  |       |
| 27 tháng 4 | 19:00     | Ngân hàng Công Thương | 2–3  | Phúc Kiến     | 22–25 | 14–25 | 25–16 | 25–20 | 13–15 | 99–101 |       |

## Vòng đấu loại trực tiếp

### Vòng phân hạng 5-8
|  | Phân hạng 5-8         | Phân hạng 5-8 |                       |   | Trận tranh hạng 5 | Trận tranh hạng 5 |
|  |                       |               |                       |   |                   |                   |
|  | 29 tháng 4            |               |                       |   |                   |                   |
|  |                       |               |                       |   |                   |                   |
|  | Thông tin LVPB        | 0             |                       |   |                   |                   |
|  | Thông tin LVPB        | 0             | 30 tháng 4            |   |                   |                   |
|  | Ngân hàng Công Thương | 3             |                       |   |                   |                   |
|  | Ngân hàng Công Thương | 3             | Ngân hàng Công Thương | 0 |                   |                   |
|  | 29 tháng 4            |               | Ngân hàng Công Thương | 0 |                   |                   |
|  |                       | Phúc Kiến     | 3                     |   |                   |                   |
|  | Phúc Kiến             | Phúc Kiến     | 3                     | 3 |                   |                   |
|  | Phúc Kiến             |               |                       | 3 |                   |                   |
|  | Altay                 | 0             |                       |   |                   |                   |
|  | Altay                 | 0             | Trận tranh hạng 7     |   |                   |                   |
|  |                       |               |                       |   |                   |                   |
|  | 30 tháng 4            |               |                       |   |                   |                   |
|  |                       |               |                       |   |                   |                   |
|  | Thông tin LVPB        | 3             |                       |   |                   |                   |
|  | Thông tin LVPB        | 3             |                       |   |                   |                   |
|  | Altay                 | 0             |                       |   |                   |                   |

#### Phân hạng 5–8
| Ngày       | Thời gian |                | Điểm |                       | Set 1 | Set 2 | Set 3 | Set 4 | Set 5 | Tổng  | Nguồn |
| ---------- | --------- | -------------- | ---- | --------------------- | ----- | ----- | ----- | ----- | ----- | ----- | ----- |
| 29 tháng 4 | 10:00     | Phúc Kiến      | 3–0  | Altay                 | 25–7  | 25–12 | 25–20 |       |       | 75–39 |       |
| 29 tháng 4 | 16:30     | Thông tin LVPB | 0–3  | Ngân hàng Công Thương | 20–25 | 21–25 | 15–25 |       |       | 56–75 |       |

#### Trận tranh hạng 7
| Ngày       | Thời gian |                | Điểm |       | Set 1 | Set 2 | Set 3 | Set 4 | Set 5 | Tổng  | Nguồn |
| ---------- | --------- | -------------- | ---- | ----- | ----- | ----- | ----- | ----- | ----- | ----- | ----- |
| 30 tháng 4 | 16:00     | Thông tin LVPB | 3–0  | Altay | 25–16 | 25–23 | 25–20 |       |       | 75–59 |       |

#### Trận tranh hạng 5
| Ngày       | Thời gian |                       | Điểm |           | Set 1 | Set 2 | Set 3 | Set 4 | Set 5 | Tổng  | Nguồn |
| ---------- | --------- | --------------------- | ---- | --------- | ----- | ----- | ----- | ----- | ----- | ----- | ----- |
| 30 tháng 4 | 10:00     | Ngân hàng Công Thương | 0–3  | Phúc Kiến | 17–25 | 17–25 | 22–25 |       |       | 56–75 |       |

### Top 4
|  | Bán kết               | Bán kết               |                   |   | Chung kết | Chung kết |
|  |                       |                       |                   |   |           |           |
|  | 29 tháng 4            |                       |                   |   |           |           |
|  |                       |                       |                   |   |           |           |
|  | Vân Nam               | 0                     |                   |   |           |           |
|  | Vân Nam               | 0                     | 30 tháng 4        |   |           |           |
|  | Bangkok Glass         | 3                     |                   |   |           |           |
|  | Bangkok Glass         | 3                     | Bangkok Glass     | 3 |           |           |
|  | 29 tháng 4            |                       | Bangkok Glass     | 3 |           |           |
|  |                       | VTV Bình Điền Long An | 1                 |   |           |           |
|  | April 25 SC           | VTV Bình Điền Long An | 1                 | 0 |           |           |
|  | April 25 SC           |                       |                   | 0 |           |           |
|  | VTV Bình Điền Long An | 3                     |                   |   |           |           |
|  | VTV Bình Điền Long An | 3                     | Trận tranh hạng 3 |   |           |           |
|  |                       |                       |                   |   |           |           |
|  | 30 tháng 4            |                       |                   |   |           |           |
|  |                       |                       |                   |   |           |           |
|  | Vân Nam               | 3                     |                   |   |           |           |
|  | Vân Nam               | 3                     |                   |   |           |           |
|  | April 25 SC           | 2                     |                   |   |           |           |

#### Bán kết
| Ngày       | Thời gian |             | Điểm |                       | Set 1 | Set 2 | Set 3 | Set 4 | Set 5 | Tổng  | Nguồn |
| ---------- | --------- | ----------- | ---- | --------------------- | ----- | ----- | ----- | ----- | ----- | ----- | ----- |
| 29 tháng 4 | 13:00     | Vân Nam     | 0–3  | Bangkok Glass         | 14–25 | 17–25 | 19–25 |       |       | 50–75 |       |
| 29 tháng 4 | 19:30     | April 25 SC | 0–3  | VTV Bình Điền Long An | 20–25 | 23–25 | 21–25 |       |       | 64–75 |       |

#### Trận tranh hạng 3
| Ngày       | Thời gian |         | Điểm |             | Set 1 | Set 2 | Set 3 | Set 4 | Set 5 | Tổng    | Nguồn |
| ---------- | --------- | ------- | ---- | ----------- | ----- | ----- | ----- | ----- | ----- | ------- | ----- |
| 30 tháng 4 | 13:00     | Vân Nam | 3–2  | April 25 SC | 22–25 | 23–25 | 27–25 | 25–18 | 15–11 | 112–104 |       |

#### Chung kết
| Ngày       | Thời gian |               | Điểm |                       | Set 1 | Set 2 | Set 3 | Set 4 | Set 5 | Tổng  | Nguồn |
| ---------- | --------- | ------------- | ---- | --------------------- | ----- | ----- | ----- | ----- | ----- | ----- | ----- |
| 30 tháng 4 | 19:00     | Bangkok Glass | 3–1  | VTV Bình Điền Long An | 25–23 | 22–25 | 25–15 | 25–22 |       | 97–85 |       |

## Xếp hạng chung cuộc
| Xếp hạng | Đội                   |
| -------- | --------------------- |
| 1        | Bangkok Glass         |
| 2        | VTV Bình Điền Long An |
| 3        | Vân Nam               |
| 4        | April 25 SC           |
| 5        | Phúc Kiến             |
| 6        | Ngân hàng Công Thương |
| 7        | Thông tin LVPB        |
| 8        | Altay                 |

| Vô địch cúp VTV9 – Bình Điền 2017 |
| --------------------------------- |
| Bangkok Glass Lần thứ 1           |

## Giải thưởng cá nhân
| - Vận động viên toàn diện nhất giải đấu Jong Jin-sim (April 25 SC) - Vận động viên chủ công xuất sắc nhất Trần Thị Thanh Thúy (VTV Bình Điền Long An) Sun Fangqiong (Vân Nam) - Vận động viên phụ công xuất sắc nhất Pleumjit Thinkaow (Bangkok Glass) Nguyễn Thị Ngọc Hoa (VTV Bình Điền Long An) | - Vận động viên đối chuyền xuất sắc nhất Nguyễn Thị Ngọc Hoa (VTV Bình Điền Long An) - Vận động viên chuyền hai xuất sắc nhất Pornpun Guedpard (Bangkok Glass) - Vận động viên libero xuất sắc nhất Tikamporn Changkeaw (Bangkok Glass) - Vận động viên trẻ triển vọng Trần Thị Thanh Thúy (VTV Bình Điền Long An) - Hoa khôi cúp VTV9 – Bình Điền 2017 Dinara Syzdykova (Altay) |